# Котонвуд (Ајдахо)
Котонвуд (енгл. Cottonwood) град је у америчкој савезној држави Ајдахо.

## Демографија
По попису из 2010. године број становника је 900, што је 44 (-4,7%) становника мање него 2000. године.
| Група             | 2000.       | 2010.       |
| Белци             | 922 (97,7%) | 870 (96,7%) |
| Афроамериканци    | 0 (0,0%)    | 8 (0,9%)    |
| Азијати           | 4 (0,4%)    | 2 (0,2%)    |
| Хиспаноамериканци | 4 (0,4%)    | 8 (0,9%)    |
| Укупно            | 944         | 900         |